# زانیهورن
زانیهورن (به لاتین: Zanaihorn) یک کوه در سوئیس است که در کانتون سنت گالن واقع شده‌است. زانیهورن ۲٬۸۲۱ متر بالاتر از سطح دریا واقع شده‌است.